# Oenomaus
Oenomaus feltételezett gall származású (vagy csak olyan harcmodor szerint kiképzett) ókori gladiátor, Spartacus egyik alvezére a harmadik rabszolgaháborúban. Spartacus-szal, Crixus-szal és több mint hetven másik gladiátorral szökött meg i. e. 73-ban Capuában Lentulus Batiatus iskolájából.
A felkelők csapata más rabszolgákkal feltöltődve a Vezúvon megerősödött és egy ügyes rajtaütéssel legyőzött egy jelentős számú római félkatonai erőt.
Nagyon keveset tudni Oenomausról, jóval kevesebbet, mint Crixusról, aki később elhagyta a főerőket és saját seregével önálló hadműveletekbe kezdett. Lehetséges, hogy Oenomaus már i. e. 73 és 72 között meghalt, amikor még a harcok Dél-Itáliában dúltak és a felkelők az ottani városokat fosztogatták.